# Opinioni religiose di Samuel Johnson
Le opinioni religiose di Samuel Johnson sono formulate sia nei suoi scritti moralistici che nei sermoni.

## Scritti moralistici
Johnson si considerò un moralista durante l'arco di tempo dal 1748 al 1760. Sebbene le opere scritte da Johnson in questo periodo fossero di vario genere: poesia, saggi ed un romanzo breve, tutte queste opere sono collegate da un comune intento e sono in relazione fra di loro. Queste opere non possono essere scollegate senza che vengano trascurate le principali idee e argomentazioni di Johnson. Gli scritti Johnsoniani di morale non contengono, come David Greene rileva, "uno schema predeterminato e prescrittivo di 'buon comportamento'", anche se Johnson mette in evidenza alcuni tipi di comportamento.
Per essere morale, secondo il punto di vista di Johnson, un individuo deve sempre essere consapevole di sé ed essere auto-critico. Johnson era anche religioso e professava l'Anglicanesimo. Tuttavia, egli non consentì mai che la propria fede fosse per lui un pregiudizio nei confronti degli altri e portò rispetto verso quelli di altre confessioni purché dimostrassero rispetto verso gli insegnamenti di Gesù Cristo. Anche quando parlò di John Milton, del quale non apprezzava le idee politiche, Johnson non criticò mai le sue credenze religiose. Johnson difese Thomas Browne dicendo, nella sua Life of Browne:
Gli uomini possono differire l'uno dall'atro in molte opinioni religiose e tuttavia custodire in loro l'essenza del Cristianesimo; gli uomini possono a volte discutere con foga e tuttavia non differiscono molto l'uno dall'altro: i rigorosi accusatori, dunque, dovrebbero illuminare il loro zelo con la conoscenza e temperare la loro ortodossia con la carità; la carità senza ortodossia è cosa vana.
L'unica volta che egli attaccò le altre religioni o i seguaci di altre religioni fu quando si accorse che tradivano gli insegnamenti di Cristo. Questo non vuol dire che Johnson fosse passivo nelle sue credenze religiose; al contrario, era un evangelico del XVIII secolo, che, secondo la sua definizione nel Dizionario, significa "Ben disposto verso il Vangelo; in accordo con la legge Cristiana contenuta nei santi Vangeli".

### The Vanity of Human Wishes
La Vanità degli Umani Desideri può essere considerata quasi un prologo al curriculum operarum di Johnson quale moralista.

### The Rambler
Il vagabondo, un periodico pubblicato da Johnson dal 1750 al 1752, in cui erano oggetto di discussione argomenti di morale, politica e religione.

### The Idler
Il pigro, è un'opera che raccoglie un centinaio di saggi che Johnson pubblicò fra il 1758 e il 1760 sul settimanale Universal Chronicle.

### The History of Rasselas
La storia di Rasselas è un romanzo breve che può essere considerato come un epilogo delle considerazioni d'ordine etico da parte di Johnson.

## Sermoni
I sermoni di Johnson, secondo David Greene, rappresentano "benché trascurati, un'importante e gratificante parte dei suoi scritti». Sono concisi e ben ordinati nell'esposizione, perché Johnson non approvava la retorica strappa lacrime tipica dei predicatori del XVII secolo. La religione e l'etica cristiana sono alla base di questi sermoni che trattano con particolare enfasi il matrimonio, il pentimento, l'indurimento del cuore, la carità, l'orgoglio, la saggezza e la compassione. A volte Johnson ha trattato temi teologici, come la natura di Dio oppure temi politici, come il ruolo della morale nell'amministrazione della cosa pubblica.

## Considerazioni
Johnson era un razionalista e riteneva che il pensiero razionale fosse di vitale importanza per la morale. 

### Sulla povertà
Nella sua recensione dell'opera A Free Enquiry into the Nature and Origin of Evil di Soame Jenyns e dell'argomento da questi sostenuto che non si dovrebbero istruire quelli "nati in povertà" in modo che essi possano godere dell'"oppio dell'ignoranza", Johnson scrisse, "Lasciare che una irreversibile povertà si accumuli di generazione in generazione sol perché l'antenato era povero, è cosa di per sé crudele se non ingiusta".

### Sulla follia
All'affermazione di Jenyns secondo la quale la follia era da considerare un modo in cui Dio faceva sì che i poveri si accontentassero della loro condizione, Johnson rispose:
Riguardo alla contentezza dei folli, visto che il caso non è molto frequente, non è proprio il caso di metter su una disquisizione, ma non posso fare a meno di osservare che non ho mai saputo che i disturbi mentali accrescano la felicità; ogni folle è sia arrogante che irascibile, o cupo e sospettoso, o posseduto da un sentimento o da una idea fissa che rovina la sua tranquillità. Egli ha sempreuno sguardo scontento e malignità nel suo animo. E, se avesse il potere di scelta, egli subito si pentirebbe di aver rinunciato al lume della ragione per assicurarsi la tranquillità.

### Sull'istruzione
Johnson risponde all'argomento decisivo di Jenyns, secondo cui il fine giustifica i mezzi quando si treatta di mantenere nell'ignoranza i poveri, dicendo:
Io ho sempre paura di fissarmi sui termini di invidia o crudeltà. I privilegi dell'istruzione possono a volte essere impropriamente conferiti, ma ho sempre paura di rifiutarli per tema che io ceda ai consigli dell'orgoglio, mentre sono persuaso che sto seguendo le massime dell'accortezza; e sotto l'apparenza di salutari limitazioni, concedersi alla brama di dominio e al piacere perverso che si prova nel vedere gli altri avviliti.

### Sulla schiavitù
Benché Johnson ritenesse che "Ogni cambiamento è di per sé un male, che dovrebbe essere evitato salvo che in presenza di un evidente vantaggio", tuttavia non poté accettare questa convinzione quando trattò il tema della schiavitù. A Oxford, secondo Boswell, Johnson fece un brindisi dicendo, "Alla prossima insurrezione dei Negri delle Indie Occidentali".